# Хеива (Аичи)
Варош Хеива (јап. 一宮市) (Heiwa-chō) је варош у Јапану у префектури Аичи, области Накашима. Према попису становништва из 2003. у вароши је живело 13.374 становника.

## Историја
Дана 1. августа 2005. године, Хеива и варош Собуе (такође из области Накашима), су спојене у проширен град Иназава.

## Становништво
Према подацима са пописа, у граду је 2003. године живело 13.374 становника, а густина насељености је била 1.514,61 становника на km².